# Base des Forces canadiennes North Bay
Pour les articles homonymes, voir North Bay.

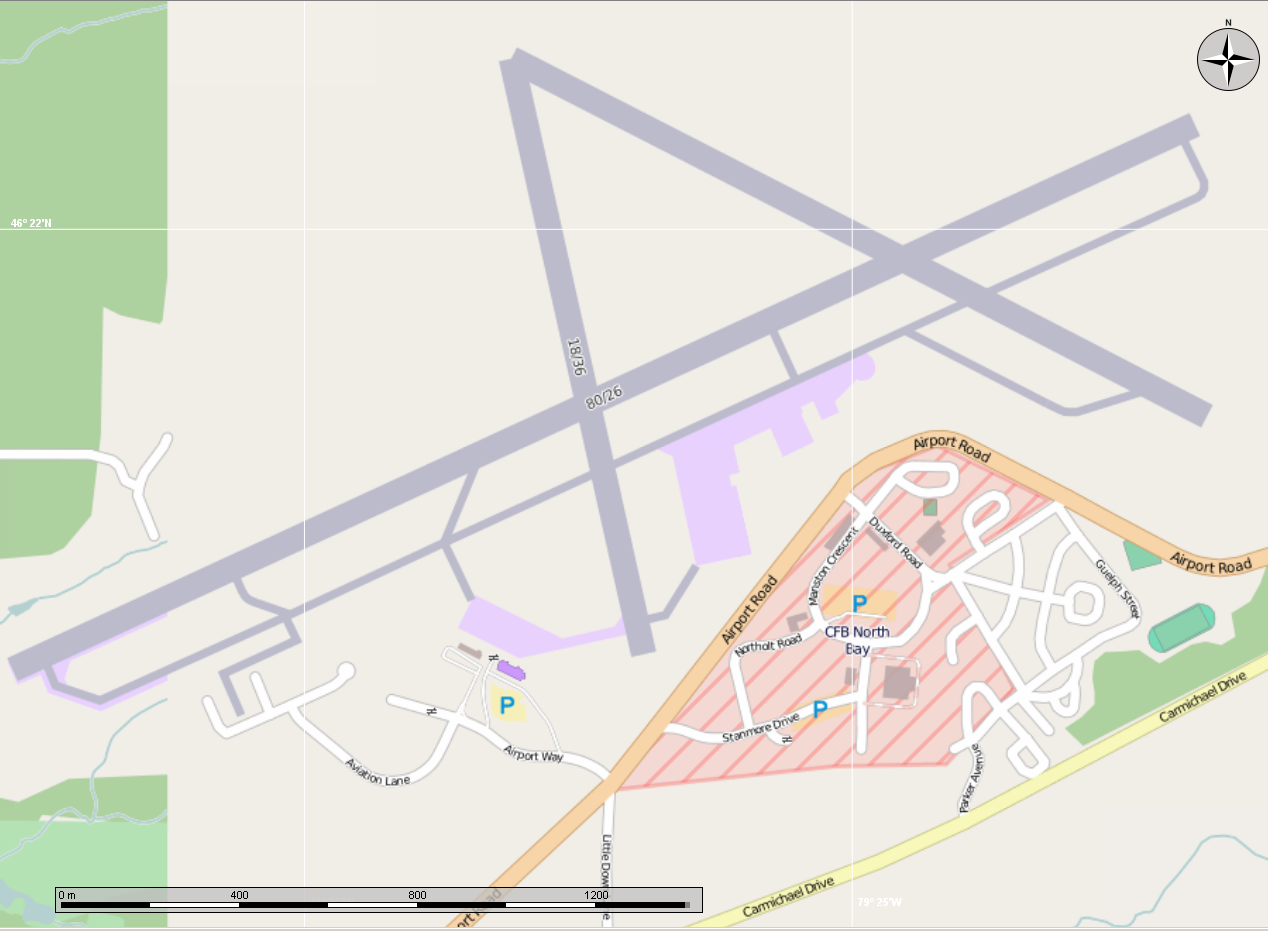
Carte montrant la Base (en rouge, au bas) et l'aéroport de North Bay au haut.

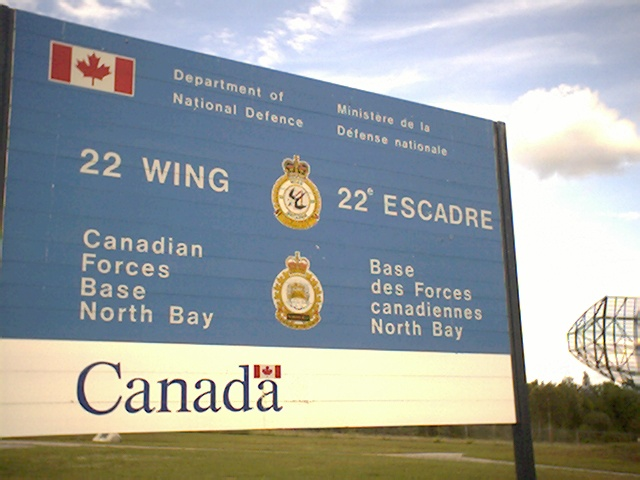
Pancarte à l'entrée principale de la BFC North Bay

La base des Forces canadiennes (BFC) North Bay est une base des Forces canadiennes située à North Bay en Ontario. Elle est opérée par la Force aérienne du Canada et est principalement l'hôte de la 22e Escadre.